# 수사 (엘람)

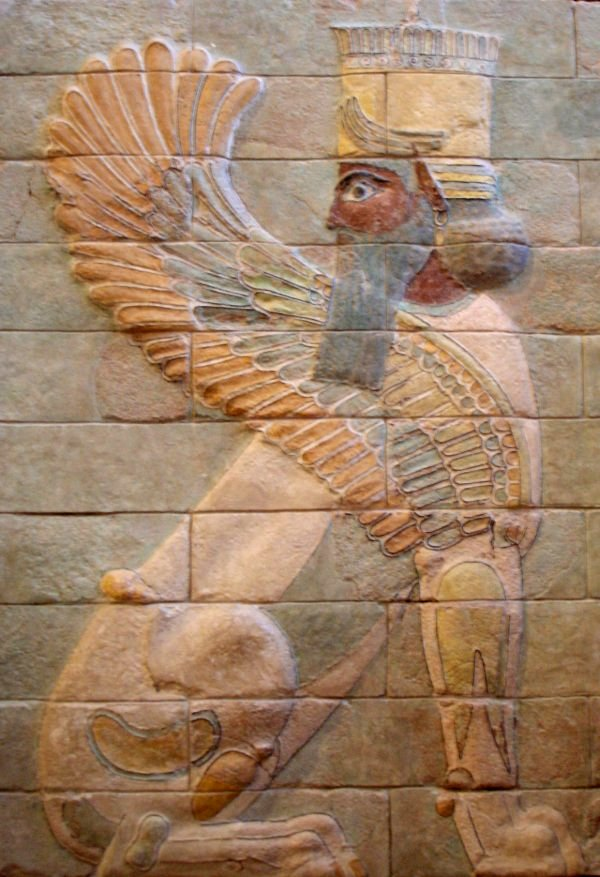
수사에 있는 다리우스 대왕 궁의 날개달린 스핑크스

수사 (슈샨 , 그리스어: Σοῦσα)는 엘람의 고대도시였다. 현재 이란 후제스탄 주 슈시(Shush)이다.

## 역사
역사에 수사는 엘람 제국의 왕도라고 기록되어있다. 도시의 이름은 초기 수메르 기록 아라타의 주인 엔메르카르에 나오며 이난나와 우룩의 신 파트론에 복종하였다.
수사는 히브리성서에 특히 에스더에 언급되어 있으며, 느헤미야, 다니엘서에도 나온다. 에스더는 그곳에서 여왕이 되었고 유대인들을 구하였다.
기원전 2330년경 수사는 사르곤 대왕에 의해 아카드 제국에 병합되었으며 기원전 2240년까지 아카드의 지방 수도로 남았다. 그때 엘람 총독, 쿠틱-인슈시나크가 반란을 일으켜 그곳을 해방시키고 문명의 중심으로 하였다. 그러나 그 후 도시는 신수메르 우르 제3 왕조에 의해 정복되었다. 그리고 기원전 2004년 킨다투가 이끄는 엘람의 손에 최종 와해될 때까지 지속되었다. 이때 수사가 엘람제국의 수도가 되었다.
기원전 1175년 엘람은 함무라비 법전을 수사로 가져왔고 기원후 1901년 그곳에서 발굴되었다. 그러나, 바빌로니아 제국은 50년후 수사를 약탈하였다.

### 아시리아 시대
기원전 647년 아시리아왕 아슈르바니팔은 반대편에 가담한 엘람에 보복하였다.
도시는 기원전 538년 페르시아 아케메네스 왕조의 키루스 대왕에 의해 점령되어 아케메네스 제국의 수도가 되었다.
기원전 331년 알렉산더 대왕의 정복과 파괴로 도시는 그 중요성의 약간을 잃었다.

### 파르티아 시대
파르티아가 셀레우코스 제국에서 독립한 후 수사는 크테시폰과 함께 파르티아의 두 수도 중의 하나가 되었다. 대개 파르티아의 군주들은 겨울을 수사에서, 여름은 크테시폰에서 보냈다.
로마 황제 트라야누스가 116년에 수사를 점령하였으나 곧 배후의 반란 때문에 후퇴하였으며, 이후 297년까지 총 5차례를 약탈했다. 이 때문에 수사는 파르티아인들의 피난 장소로 자주 활용되었다.

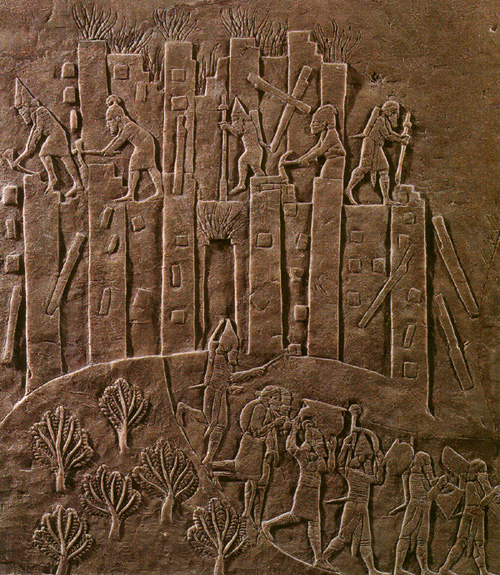
아슈르바니팔의 수사 원정 (기원전 647)
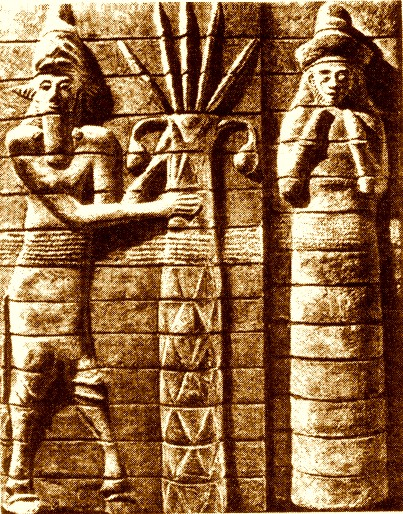
닌후르사그
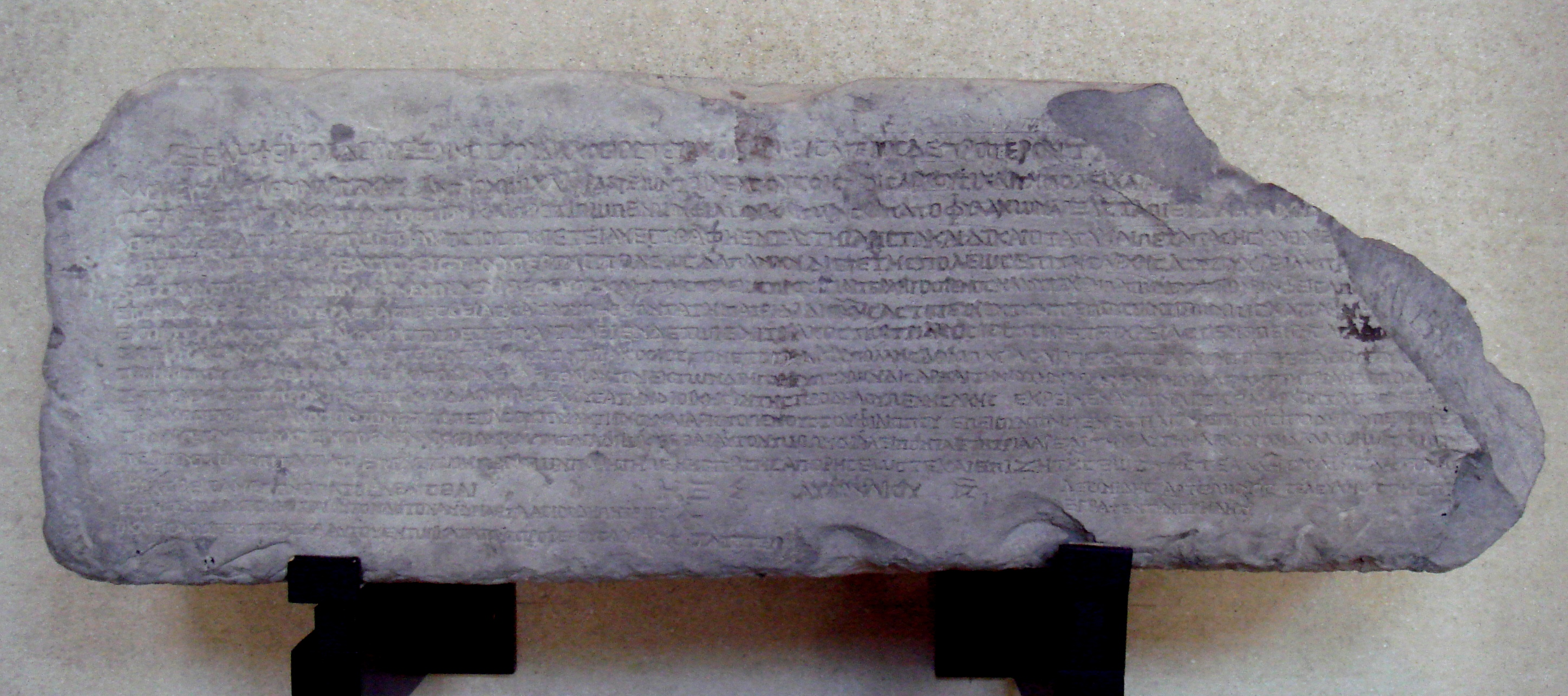
파르티아왕의 그리이스어 편지 아르타바누스 3세
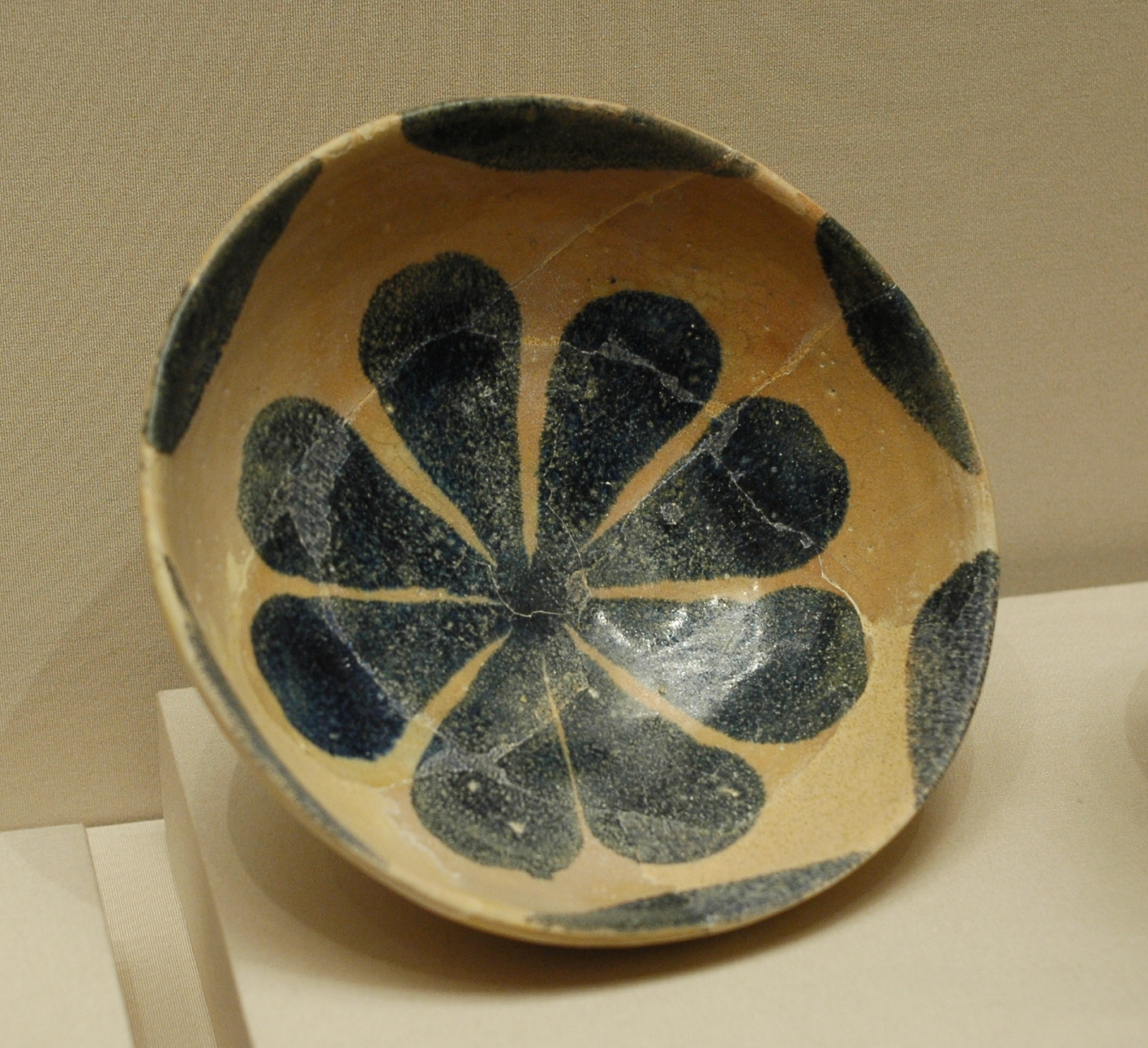
이슬람 예술 (8세기)

## 파괴
수사는 역사상 세 번 파괴되었는데 다음과 같다.
- 기원전 647년, 아슈르바니팔에 의한 파괴
- 서기 638년, 무슬림 군대의 페르시아 제국 정복 중 파괴
- 서기 1218년, 몽골군에 의한 파괴. 이 때 완전 파괴 되었으며 이후 버려졌다.

## 지도
| 모술바그다드테헤란유프라테스강티그리스강니푸르기르수라가시마라드우루크우바이드우르에리두키시수사안샨마리아카드이신라르사바빌론아수르니네베님루드두르샤루킨class=notpageimage\| 메소포타미아의 고대 도시들 : 수메르의 도시 : 엘람의 도시 : 아카드 제국의 도시 : 아모리인의 도시 : 바빌로니아의 도시 : 아시리아의 도시 : 현대의 이라크 · 이란의 도시 |

## 같이 보기
- 이란의 역사